# 84339 Francescaballi
84339 Francescaballi è un asteroide della fascia principale. Scoperto nel 2002, presenta un'orbita caratterizzata da un semiasse maggiore pari a 2,6978105 au e da un'eccentricità di 0,2027586, inclinata di 9,98608° rispetto all'eclittica.
L'asteroide è dedicato all'avvocato italiano Francesca Balli, fidanzata dello scopritore.